# Los Peores de Chile
Los Peores de Chile es una banda chilena de punk rock.

## Historia
La banda surge en 1990, trabajando para crear un grupo punk fusionado con pop, blues y rockabilly. Para ello estuvieron gestando el proyecto en un caserón de la Avenida España (en la comuna de Santiago) durante más de un año y medio, pese a la escasez de recursos económicos.
El año 1994 es escogido para participar en el disco Con el corazón aquí II, con el tema Síndrome Camboya. Por esas fechas sale de su reclusión obligada y sube a los primeros escenarios a mostrar un repertorio de más de una docena de temas mezclando punk, blues y rock and roll. Ese año firma un contrato con la multinacional BMG que se encarga de sacar dos placas llamadas Los Peores de Chile (1994) y Trece Mordiscos de Amor (1997).
Cuando se empezaba a trabajar en el segundo disco de la banda, una crisis interna hace que tres de sus miembros decidan abandonar el grupo, y el disco Trece Mordiscos de Amor se lleva a cabo con nuevos integrantes.
Durante el tiempo en funcionamiento de la banda fue escogida por la crítica periodística como la banda revelación del año (1996), varios premios con sus trabajos videográficos Síndrome Camboya, Cicciolina y Mal Boy. Encabezó los rankings durante meses, con sus singles Síndrome Camboya y Cicciolina, en varias emisoras de radio. Este último tema fue escogido entre la prensa, a finales del siglo XX, como el tema del decenio, entre otros.[cita requerida]
En 2009, Pogo recontactó a sus compañeros iniciales en los Peores, los hermanos Guzmán. En junio, tocaron en Coquimbo y Santiago, confirmando su reunión: La idea es sonar bien, primero agarrar el ritmo de los temas antiguos y después crear, que es lo más importante, le explicaron entonces a EMOL, dando luces sobre una proyección de cierto plazo.
Ese mismo año se estrenó el documental El Peor de Chile, dirigido por Pepe Bustamante y Pepe Torres, y protagonizado por Pogo, donde el vocalista ofrece su punto de vista sobre la realidad y aparecen las últimas presentaciones de la banda después de 14 años separados.
El año 2012 publicaron el disco No sabe / No contesta, que les reafirmó su continuidad, con su presencia en radios, y circuitos en vivo dentro y fuera del país.
En 2016, Vinilos Alvaro lanzó Compilator, con siete canciones por lado.
El 2019, con el apoyo de un desconocido Wallace como productor, Los Peores de Chile lanza su nuevo single denominado No Recen.
Durante el año 2020, a pesar de la pandemia, la banda sigue trabajando, lo que por más de 25 años la ha convertido en una banda de culto en Chile. 
El  5 de junio del 2020 lanza su videoclip para el sencillo No Recen disponible en Youtube, además de lanzar también su canal oficial en esta plataforma y página web oficial.
Durante el año 2021 la banda Los Peores de Chile lanza su merchandise oficial a través de su página web, destacando la reedición en vinilo de su primer LP homónimo.
En septiembre de 2022 lanzaron el sencillo Marcianos.
El 3 de octubre de 2022, a causa de una enfermedad pulmonar, Pogo fallece acompañado de sus cercanos. Anteriormente se realizó un concierto benéfico para solventar los gastos del tratamiento donde participaron Machuca, Santiago Rebelde, entre otros.
En octubre de 2023, bajo la dirección del cineasta de terror Edson Valdivia, *Los Peores de Chile* grabaron el videoclip "Marcianos" como homenaje a su fallecido vocalista Pogo. Este video ha sido reconocido internacionalmente, participando en diversos festivales de cine y música. Además, fue galardonado con el premio a *Mejor Videoclip Nacional* en el Santiago Horror Film Festival.

## Integrantes

### Miembros actuales
- Alejandro "Jando" Guzmán – guitarra, voz principal (1990–1995, 2009–presente)
- Claudio "Klein" Guzmán – bajo, coros (1990–1995, 2009–presente)
- Ozzy  - Segunda guitarra
- Samuel Tello - Batería (2022 - presente)
- Yell jaña - Armónica

### Miembros anteriores
- Mario "Pogo" Carneyro † – voz, armónica, guitarra (1990–1998, 2009–2022)
- Mauricio Padilla – guitarra, coros (1997–1998)
- Carlos Marchant – bajo, coros (1997–1998)
- Bruno Astele – batería (1992–1994)
- Rodrigo "Semilla" Larach – batería (1994–1995)
- Rudy Ferrada – batería (1997–1998)
- David Osorio – batería (2009–2010)
- Cristián Araya – batería (2010–2014, 2016–2022)

## Discografía
- Los Peores De Chile (1994)
- Trece Mordiscos De Amor (1997)
- Ambos 2 (2011) (Single)
- No sabe, No contesta (2012)
- Compilator (2016)
- No Recen (2019) (Single)
- Marcianos (2022) (Single)
- En directo en Bar de Rene (2023)
- Porque te vas" (2023)